# Plaza Catedral
Plaza Catedral es una película dramática panameña de 2021 dirigida por Abner Benaim. Fue seleccionada como la entrada panameña a Mejor Película Internacional en los 94.ª Premios de la Academia. La película apareció en la lista de finalistas de Mejor Película Internacional en diciembre de 2021.
El joven actor Fernando Xavier de Casta recibió el Premio Mezcal a Mejor Actor del Festival Internacional de Cine de Guadalajara, pero fue asesinado a balazos en Panamá antes de que la película se estrenara internacionalmente.

## Reparto
- Manolo Cardona como Diego
- Ilse Salas como Alicia
- Fernando Xavier De Casta como Chief

## Premios
| Año  | Nominado        | Galardón                      | Resultado     | Ref.      |       |
| ---- | --------------- | ----------------------------- | ------------- | --------- | ----- |
| 2022 | Premios Platino | Mejor interpretación femenina | Ilse Salas    | Pendiente | [ 9 ] |
| 2022 | Premios Platino | Mejor guion                   | Abner Benaim  | Pendiente | [ 9 ] |
| 2022 | Premios Platino | Mejor dirección de sonido     | Carlos García | Pendiente | [ 9 ] |